# Misja Ewangelizacyjna Kongo
Misja Ewangelizacyjna Kongo (ang. Congo Evangelistic Mission, CEM) – kościół zielonoświątkowy założony w 1915 roku przez brytyjskich misjonarzy (William F. P. Burton i James Salter), w kongijskiej prowincji Katanga. Misja kościoła skupiła się głównie na ludności Baluba. 
Większość kościołów zielonoświątkowych i charyzmatycznych w Katandze to odgałęzienia tej denominacji kościelnej. Według badaczy powstało 6 odgałęzień tej wspólnoty religijnej i są to głównie:
- Czterdziesta piąta Wspólnota Ewangelikalna Zielonoświątkowców w Kongu (The forty-fifth Pentecostal Evangelical community in Congo – 1959)
- Wspólnota Zielonoświątkowa w Północnej Katandze (The Pentecostal community in Northern Katanga – 1986)
- Jezus Chrystus we wszystkich językach (Jesus Christ in all languages, "JTL" – 1987)
- Przyjdź i zobacz międzynarodowe centrum (Come and see international center – 1990/91)
- Nowe Miasto Dawida (The New City of David, "NCD" – 2001)
- CEM-Kamina – 2004